# Мюллер, Эрик
Эрик Мюллер (англ. Eric C. Mueller; род. 6 ноября 1970, Канзас-Сити, Миссури) — американский гребец, выступавший за сборную США по академической гребле в период 1995—2002 годов. Серебряный призёр летних Олимпийских игр в Атланте, обладатель бронзовой медали чемпионата мира, победитель и призёр многих регат национального значения.

## Биография
Эрик Мюллер родился 6 ноября 1970 года в Канзас-Сити, штат Миссури.
Занимался академической греблей во время учёбы в Висконсинском университете в Мадисоне, состоял в местной гребной команде «Висконсин Баджерс», неоднократно принимал участие в различных студенческих регатах. Позже проходил подготовку в Принстонском тренировочном центре в Нью-Джерси.
Дебютировал в гребле на взрослом международном уровне в сезоне 1995 года, когда вошёл в основной состав американской национальной сборной и выступил на чемпионате мира в Тампере, где в зачёте парных четвёрок финишировал шестым.
Благодаря череде удачных выступлений удостоился права защищать честь страны на домашних летних Олимпийских играх 1996 года в Атланте. В составе парного экипажа-четвёрки, куда также вошли гребцы Тим Янг, Брайан Джемисон и Джейсон Гейлс, показал в решающем заезде второй результат, уступив только команде Германии, и тем самым завоевал серебряную олимпийскую медаль.
В 2000 году в распашных рулевых восьмёрках выиграл бронзовую медаль на этапе Кубка мира и затем благополучно прошёл отбор на Олимпийские игры в Сиднее. На сей раз стартовал в безрульных четвёрках и попасть в число призёров не смог, став в итоге пятым.
После сиднейской Олимпиады Мюллер ещё в течение некоторого времени оставался в составе гребной команды США и продолжал принимать участие в крупнейших международных регатах. Так, в 2001 году в восьмёрках он одержал победу на домашнем этапе Кубка мира в Нью-Джерси, тогда как на мировом первенстве в Люцерне занял четвёртое место в зачёте безрульных четвёрок.
В 2002 году в восьмёрках отметился победой на этапе Кубка мира в Люцерне и взял бронзу на чемпионате мира в Севилье. Вскоре по окончании этого сезона принял решение завершить спортивную карьеру.
Проявил себя и как тренер по академической гребле, занимался подготовкой гребной команды Висконсинского университета в Мадисоне.